# Andreas Bethmann
Andreas Bethmann (* 1970) ist ein deutscher Regisseur der überwiegend Sexploitations-, Splatter- und Pornofilme inszeniert.

## Karriere
Manche seiner Werke inszenierte er unter dem Pseudonym A. M. Bertucci. Im Vor- und Abspann nennt er sich auch Frank Bertmann oder Andre de Palma. Bethmann produziert seine Filme selbst, ist als Kameramann tätig und hat gelegentlich kleinere Auftritte wie etwa als Soldat in Dämonenbrut.
Bethmann ist Gründer der Filmzeitschrift X-Rated, einem Magazin, das sich vor allem mit Splatter- und Horrorfilmen befasst und u. a. über die Schnittfassungen einzelner Filme berichtet. Des Weiteren vertreibt Bethmann unter dem Label X-Rated KultDVD (vormals X-Rated KultVideo) zahlreiche Horror-, Splatter- und Pornofilme, darunter auch seine eigenen Werke.
Andreas Bethmann ist auch als Autor aktiv und hat einige Bücher veröffentlicht, u. a. das bundesweit bereits 2003 auf den Index gesetzte und 2007 beschlagnahmte Werk Deep Wet Torture Handbook – Die 100 besten Frauenfolterfilme (erschienen 2000) sowie Jess Franco Chronicles (1999). Andere Werke sind Über dem Jenseits. Die Filme des Lucio Fulci (2001) und das Andreas Bethmann’s Zensurbuch aus dem Jahre 2001. 2008 arbeitete er an K3 – Prison of Hell zusammen mit Olaf Ittenbach, der die Specialeffects leitete.

## Filmografie
Regie (oftmals auch Drehbuch, Kamera, Produktion und Mitwirkung – vereinzelt auch Schnitt und Musik)
- 1988: Begrabt ihn tief
- 1989: Begrabt ihn tief 2
- 1990: Begrabt ihn tief 3
- 1991: Das Weststadt Massaker 1
- 1993: Das Weststadt Massaker 2
- 1994: Das Weststadt Massaker 3
- 1994: Der Totenhügel
- 1995: Hügel der lebenden Toten – Totenhügel 2
- 1996: Tanz der Kürbisköpfe
- 1998: Insel der Dämonen
- 1998: Der Todesengel
- 1999: Die geheimen Spiele junger Mädchen
- 2000: Dämonenbrut (Insel der Dämonen 2)
- 2000: Vegetarierinnen zur Fleischeslust gezwungen
- 2001: Schulmädchen-Report 2000: Feuchte Mösen nach Schulschluß
- 2002: Vegetarierinnen zur Fleischeslust gezwungen Part 2
- 2003: Rossa Venezia
- 2003: Porno A Venezia
- 2004: Notgeile Knastjulen zur Unzucht erzogen
- 2005: Knastjulen 2 – Zur Sau gemacht
- 2006: Exitus interruptus – Der Tod ist erst der Anfang
- 2007: Angel of Death II (Frauengefängnis 4 – Flucht von der Todesinsel)
- 2007: Intime Geständnisse geschlechtsreifer Nymphomaninen
- 2007: Analer Alptraum (Kurzfilm)
- 2008: Exitus II: House of Pain
- 2009: K3 – Prison of Hell
- 2010: Vegetarierinnen zur Fleischeslust gezwungen Part 3
- 2013: Help me I am Dead – Die Geschichte der Anderen
- 2014: Terror Creek

nur Produktion
- 1998: Unhappy End
- 1999: Deadly Enemy
- 2001: Psychokill – Tod der Schmetterlinge
- 2004: Killerbus